# Lošinj Open
Il Lošinj Open è stato un torneo professionistico di tennis maschile giocato sulla terra rossa, che faceva parte dell'ATP Challenger Tour. Si è giocata la sola edizione del 2021 in Lussingrande, nell'isola di Lussino in Croazia.
L'evento è stato voluto dal coach ed ex nº 3 del tennis mondiale Ivan Ljubičić, fondatore della Ljubicic Tennis Academy dove si svolge. L'ex campione croato lo ha organizzato con alcuni partner con l'obiettivo di promuovere il tennis e il turismo nell'isola. È il primo importante torneo di tennis organizzato a Lussingrande.

## Albo d'oro

### Singolare
| Anno | Campione        | Finalista        | Punteggio |
| ---- | --------------- | ---------------- | --------- |
| 2021 | Carlos Taberner | Marco Cecchinato | walkover  |

### Doppio
| Anno | Campione                               | Finalista                      | Punteggio   |
| ---- | -------------------------------------- | ------------------------------ | ----------- |
| 2021 | Andrej Martin Tristan-Samuel Weissborn | Victor Vlad Cornea Ergi Kırkın | 6–1, 7–6(5) |